# Camillo Borghese (arcivescovo)
Camillo Borghese (Siena, XVI secolo – Siena, 8 ottobre 1612) è stato un arcivescovo cattolico italiano.

## Biografia
Nacque a Siena, sede arcivescovile, nella seconda metà del XVI secolo, da una nobile famiglia. L'omonimo cugino, Camillo Borghese, intraprese a sua volta la carriera ecclesiastica, fino ad essere eletto papa nel 1605.
Il 5 settembre 1594 papa Clemente VIII lo nominò vescovo di Castro di Puglia. Ricevette la consacrazione episcopale l'8 settembre seguente a Roma dalle mani del cardinale Ottavio Paravicini, vescovo di Alessandria, co-consacranti i vescovi Claude Sozomene, vescovo di Pola, e Giovanni Antonio Viperani, vescovo di Giovinazzo.
Il 7 gennaio 1600 lo stesso pontefice lo trasferì alla sede di Montalcino.
Il 24 gennaio 1607 il cugino, divenuto papa Paolo V, lo nominò arcivescovo metropolita di Siena, imponendogli il pallio il 29 gennaio successivo. Lo stesso papa si rifiutò più volte di creare cardinale il cugino, forse per avversione verso gli abitanti di Siena, che avevano esiliato il padre Marcantonio, o più probabilmente per evitare di dar forza alle accuse di nepotismo.
Durante il suo episcopato senese, si distinse in particolare per l'introduzione nella diocesi del culto per il predicatore Bartolomeo Garosi, detto Brandano.
Morì nella città natale l'8 ottobre 1612.

## Genealogia episcopale
La genealogia episcopale è:
- Arcivescovo Filippo Archinto
- Papa Pio IV
- Cardinale Giovanni Antonio Serbelloni
- Cardinale Carlo Borromeo
- Cardinale Ottavio Paravicini
- Arcivescovo Camillo Borghese